# Jiangsu Football Club
El Jiangsu Football Club (en chino tradicional, 江蘇; en chino simplificado, 江苏; pinyin, Jiāngsū) fue un club de fútbol profesional chino con sede en Nankín, China, que participó en la Superliga de China. Sus partidos en casa los jugaba en el Estadio Olímpico de Nankín. El equipo fue fundado en 1958 como equipo provincial de Jiangsu y en 2015 fue adquirido por la empresa Suning Appliance Group.
El equipo fue fundado en 1958 pero no alcanzó estatus de club profesional hasta marzo de 1994. Fueron uno de los miembros fundadores de la primera liga totalmente profesional superior en China, la temporada 1994 de la liga Jia-A china, pero acabaron descendiendo en esa campaña. El club consiguió el ascenso a la Superliga china en 2008 y ha logrado su mejor final de liga cuando terminó siendo subcampeón en la temporada 2012. De acuerdo con Forbes, Jiangsu es el cuarto equipo de fútbol más valioso en China, con un valor de equipo de $144 millones y un ingreso estimado de $36 millones en 2015.

## Historia
El club fue fundado en marzo de 1958 como Equipo Provincial de Jiangsu por el gobierno local y participó en los Juegos Nacionales Chinos de 1959 donde se ubicaron duodécimos. Se unieron al nivel superior del sistema de la liga de fútbol chino que se expandía gradualmente en 1960, donde acabaron decimonovenos de una liga de veinticinco. En 1963, la liga se había ampliado a treinta y nueve equipos y la Asociación China de Fútbol buscaba sólo tener veinte equipos para el sistema de liga de la próxima temporada. Jiangsu terminó séptimo dentro de las etapas del grupo, que los relegaron del sistema de la liga. En 1964, no participaron en ninguna de las divisiones, pero volvieron a jugar en el segundo nivel en 1965, donde se clasificaron séptimos en la fase de grupos.
La Revolución Cultural china detuvo la liga durante varias temporadas. Cuando volvió en 1973, Jiangsu entró en la liga de nuevo en el nivel superior donde terminaron la liga en undécimo. El tiempo de Jiangsu en el primer nivel no duró mucho, y para la temporada de 1978, fueron relegados a la segunda división al final de la temporada. Durante los siguientes años, Jiangsu siguió siendo un club de segunda fila, excepto por un breve período en 1988. Sin embargo, en 1992 ganaron el título de segundo nivel y garantizaron la promoción a la primera liga profesional de primer nivel, la Liga Jia-A china.
En marzo de 1994, el club consiguió un patrocinador y cambió su nombre a Jiangsu Maint para cumplir con los requisitos para participar en la temporada 1994 de la Liga Jia-A de China. Luchaban con el profesionalismo dentro y fuera del campo. En el campo fueron relegados al final de la temporada. Los costos operativos más estrictos de la liga hicieron que el club luchara financieramente, lo cual se exasperó cuando también perdieron su patrocinio. Obtuvieron el apoyo financiero de varias grandes empresas chinas, como Jiangsu TV, Jinling Petrochemical Company, varias compañías de tabaco de Jiangsu y algunas compañías internacionales de inversión que vinieron en 1996. El club cambió su nombre a Jiangsu Jiajia para representarlo. A pesar de que Jiangsu fueron capaces de obtener alguna estabilidad financiera, todavía estaban relegados en el tercer nivel del sistema chino de ligas al final de la temporada 1996. Pasaron una temporada allí después de que ganaran el título de liga en 1997.
El 7 de enero de 2000, la empresa manufacturera Jiangsu Sainty International Group decidió hacerse cargo del club y cambiar el nombre del club a Jiangsu Sainty. Los nuevos propietarios no salieron al mejor de los comienzos cuando se descubrió que eran incapaces de controlar a algunos de sus jugadores y entrenadores al aceptar sobornos en el partido del 6 de octubre en la temporada 2001 contra Chengdu Wuniu cuando perdieron 4-2. Los participantes en este escándalo fueron prohibidos por un año, mientras que el club tenía tres meses para reformar y volver a solicitar una licencia de juego a la Asociación China de Fútbol. Después de prometer limpiar el club, el equipo permaneció en el segundo nivel durante varios años hasta que trajeron a Pei Encai para administrar el equipo y ganar el título de la división al final de la temporada 2008.
La llegada del entrenador serbio Dragan Okuka durante la temporada 2011 vio una mejora significativa en los finales de la tabla de liga, que vio un cuarto lugar al final de la campaña y un segundo puesto en la temporada 2012. Fuera del campo el Jiangsu Sainty International Group se fusionó en Guoxin Group en 2011 para formar Jiangsu Guoxin Investment Group Limited y Guoxin Group se convirtió en el propietario del club. El nombre del club se mantuvo como Jiangsu Sainty F.C. hasta enero de 2014, cuando se transformaron en Jiangsu Guoxin-Sainty F.C.
En el campo bajo las órdenes de Dragan Okuka el club tenía una temporada de liga de 2013 difícil y acabó al borde del descenso, que llevó al club a decidir no renovar su contrato. En la temporada 2015 el entrenador rumano Dan Petrescu llegó al club donde ganó la Copa de China de fútbol  de 2015 por primera vez y la clasificación para la Liga de Campeones de la AFC 2016. El 21 de diciembre de 2015 el club fue comprado por Suning Appliance Group por ¥523 millones y cambió su nombre a Jiangsu Suning F.C. En enero de 2016, Jiangsu Suning rompió su récord en fichajes dos veces en el mismo periodo de traspasos, con un pago de 25 millones de libras por Ramires del Chelsea FC y más tarde por su compatriota Alex Teixeira por 50 millones de euros al Shakhtar Donetsk.

## Nombres
En varias ocasiones se cambió de nombre, lo cual es usual en equipos antiguos.
- 1958–1993: Equipo de la provincia de Jiangsu (江苏省代表队)
- 1994–1995: Jiangsu Maint (江苏迈特)
- 1995: Jiangsu FC (江苏队)
- 1996–2000: Jiangsu Jiajia (江苏加佳)[18]
- 2000–2012: Jiangsu Sainty (江苏舜天)
- 2012–2021: Jiangsu Suning (江蘇蘇寧)[19]
- 2021 : Jiangsu FC (江苏)[19]

## Jugadores

### Jugadores destacados
- Erpan Ezimjan (2017–2018)
- Li Benjian (2008)
- Li Hongbing (1995)
- Sun Ke (2008–)
- Liu Yu (2011)
- Lu Yiliang (1994–2004)
- Ni Naixing (1994–1995, 2000–2001)
- Qin Sheng (2008–2010)
- Rong Hao (2009)
- Tan Si (2008–2011)
- Tang Jing (1996–2002, 2010–2011)
- Wang Yunlong (2012)
- Wu Jun (1994–2001)
- Wu Pingfeng (2005–2007)
- Nana Falemi (2006)
- Victor Agali (2010)
- Alex Agbo (2000, 2003)
- Aluspah Brewah (2010)
- Gilbert Mushangazhike (2003, 2004–2006)
- Bruce Djite (2011)
- Mark Rudan (2002)
- Alex Wilkinson (2011)
- Park Jae-Hong (2010)
- Aleksandr Kletskov (2009)
- Kamoliddin Tajiev（2011–2013）
- Hamdi Salihi（2013)
- Sergey Krivets（2012–2013）
- Yasen Petrov (1998)
- Petar Krpan (2006)
- Sylwester Czereszewski (2001)
- Cristian Dănălache（2011–2013)
- Aleksandar Jevtić（2011–2013）
- Miljan Mrdaković (2012)
- Serhiy Nahornyak (2004)
- Éber (2010)
- Geninho (2009–2010)
- Pedro Henrique (2010)
- Rodrigues (2001, 2002, 2005)
- Carlos Ceballos (2009)
- Paolo de la Haza (2011)
- Roger Martínez (2017)
- Ramires (2016–2019)

## Entrenadores desde la etapa profesional
- Liu Pingyu (1994–1995)
- Wei Ritun (1996)
- Hu Zhigang (1997)
- Yang Yumin (1998–1999)[20]
- Gu Mingchang (2000)[20][18]
- Željko Banjac (2000)
- Leonid Koltun (2000–2001)
- Boško Antić (2001)
- Liu Pingyu (2002)
- Leonid Koltun (2002–2003)
- Chi Shangbin (febrero de 2004–julio de 2004)
- Leonid Koltun (2004)
- Wang Baoshan (2005)
- Ma Lin (diciembre de 2005–2006)[21]
- Li Hongbin (2006)
- Branko Vojinović (2007)
- Pei Encai (diciembre de 2007–2010)[22]
- Ján Kocian (diciembre de 2010–mayo de 2011)[23][24]
- Dan Petrescu (?–junio de 2016)[25]
- Choi Yong-soo (junio de 2016–junio de 2017)[26][27]
- Fabio Capello (2017–2018)[28][29]
- Cosmin Olăroiu (2018–2021)[29][30]

## Palmarés

### Torneos nacionales (3)
- Supercopa de China (1): 2013
- Copa de China (1): 2015
- Superliga de China (1): 2020

## Participación en competiciones de la AFC
| Temporada | Torneo               | Ronda            | Club                   | Casa | Visita |
| --------- | -------------------- | ---------------- | ---------------------- | ---- | ------ |
| 2013      | AFC Champions League | Grupo E          | FC Seoul               | 0–2  | 1–5    |
| 2013      | AFC Champions League | Grupo E          | Vegalta Sendai         | 0–0  | 2–1    |
| 2013      | AFC Champions League | Grupo E          | Buriram United         | 2–0  | 0–2    |
| 2016      | AFC Champions League | Grupo E          | Becamex Bình Dương FC  | 3–0  | 1–1    |
| 2016      | AFC Champions League | Grupo E          | Jeonbuk Hyundai Motors | 3–2  | 2–2    |
| 2016      | AFC Champions League | Grupo E          | FC Tokyo               | 1–2  | 0–0    |
| 2017      | AFC Champions League | Grupo H          | Jeju United            | 1–2  | 1–0    |
| 2017      | AFC Champions League | Grupo H          | Adelaide United        | 2–1  | 1–0    |
| 2017      | AFC Champions League | Grupo H          | Gamba Osaka            | 3–0  | 1–0    |
| 2017      | AFC Champions League | Octavos de final | Shanghai SIPG          | 2–3  | 1–2    |